# 이미규
이미규(1988년 11월 4일 ~ )는 대한민국의 장애인 탁구 선수이다. 2016년 하계 패럴림픽에서 동메달을 획득했다.
세 살 때 자동차 사고로 장애인이 되었다.